# 巫昂
巫昂（1974年—），原名陈宇红，福建漳浦县人，记者、作家、专栏作家、中国现代诗人。
巫昂于1996年毕业于上海复旦大学中文系，后在中国社会科学院文学研究所攻读现当代文学并获得硕士学位。之后曾为《三联生活周刊》记者，后辞职，成为自由作家。在《南方周末》、《新周刊》、《南方都市报》等媒体开设专栏，并持续创作诗歌与小说。旅行各地，时居北京。2007年，巫昂回归诗坛，以《犹太人》等一系列诗歌作品，赢得了新的创作高度，和广泛关注。2010年底，创办手工品牌SHU。
她的创作包括诗歌、小说、专栏、评论、剧本和新闻报道。

## 主要作品
- 《什么把你弄醒》
- 《从亲人开始糟蹋》
- 《春药》
- 《爱情备胎》
- 《怎么搞的》
- 《厨房中术》
- 《星期一是礼拜几》
- 《极品》